# Clinton County (New York)
Clinton County ist ein County im Bundesstaat New York der Vereinigten Staaten. Bei der Volkszählung im Jahr 2020 hatte das County 79.843 Einwohner und eine Bevölkerungsdichte von 29,7 Einwohnern pro Quadratkilometer. Der Verwaltungssitz (County Seat) ist Plattsburgh.

## Geographie
Clinton County liegt im äußersten Nordosten des Bundesstaates New York. Es hat eine Fläche von 2893,1 Quadratkilometern, wovon 206,3 Quadratkilometer Wasserfläche sind (in erster Linie Teile des Lake Champlains). Clinton County grenzt im Norden an Kanada, im Osten an Vermont, im Süden an Essex County und im Westen an Franklin County.
Der Lake Champlain bildet die östliche Grenze des Countys, die südliche Grenze folgt zu großen Teilen dem Ausable River, der in den Lake Champlain mündet. Die Uferlinie des Sees befindet sich auf etwa 30 m ü.NN. und stellt den tiefsten Punkt des Countys dar. Ausläufer der Adirondack Mountains, die zugleich den höchsten Gebirgszug im Staat New York darstellen, erreichen das County im Südwesten. Der höchste Gipfel im Bereich Clinton Countys ist der Lyon Mountain mit 1164 m.

### Umliegende Gebiete
| Québec (Kanada) | Québec (Kanada) | Québec (Kanada)   |
| Franklin County |                 | Grand Isle County |
| Franklin County | Essex County    | Chittenden County |

## Geschichte
Über die ursprünglichen Bewohner auf dem Gebiet des heutigen Clinton County lässt sich wenig sagen; Funde von Steinwerkzeugen und Feuerstellen sind rund um den Lake Champlain entdeckt worden und reichen bis in die Zeit um 8000 vor der Zeitwende zurück. Über die Menschen, die dahinter stehen, lässt sich aber nahezu nichts sagen. Erst mit der Ankunft der Europäer in den Gebieten nördlich des Sees, dem heutigen Kanada, beginnen Niederschriften und die Überlieferung von Namen. So wissen wir von Forschern und Missionaren, dass die Gebiete westlich des Sees von einem Stamm der Abenaki bewohnt waren, der im Krieg mit einem Stamm der Irokesen lag.
Die ersten Europäer bekamen das Gebiet im Jahr 1609 zu Gesicht. Damals stieß Samuel de Champlain auf seinen Erkundungsreisen auf dem Sankt-Lorenz-Strom von Norden in den Lake Champlain vor, dessen Westufer zu weiten Teilen vom heutigen Clinton County gebildet wurde. Für einige Jahre bestanden zumindest auf einigen der Inseln und am Ostufer des Sees kleine französische Forts und eine katholische Kapelle, die aber zu einem nicht genau bekannten Zeitpunkt, vermutlich bis etwa 1620, wieder aufgegeben wurden. Ihre Reste wurden von den Holländern, die ab 1709 den See von Süden aus erforschten und die über den Hudson River, der einige Kilometer südlich des Lake Champlain verläuft, entdeckt. Die Besiedlung der fruchtbaren Ebenen westlich des Lake Champlain wurde durch französische Kolonisten bis zur Übernahme Kanadas durch die Briten (1760) langsam, aber kontinuierlich fortgesetzt. Danach wurden sie nicht von ihren Ländern vertrieben, sondern offiziell integriert. In Wirklichkeit wurde aber wohl eine Verdrängung der französischen Siedler angestrebt; dafür sprechen zum Beispiel diverse Landverkäufe an britische Kolonisten, die die Grenzen der Ländereien französischer Kolonisten ignorierten. Das Ende der französischen Besiedlungen wurde während des Unabhängigkeitskrieges mit dem Vorstoß Bourgoynes aus Kanada in die amerikanischen Gebiete (1777) besiegelt. Auf der Südseite des Sees kamen ab 1709 die ersten erfolgreichen Siedlungsversuche der Briten in Gang. Sie folgten in erster Linie dem Verlauf des Hudson River als natürlichem Verkehrsweg, so dass die Gebiete um den Lake Champlain nur zögerlich und zunächst im Süden des Seeufers besiedelt wurden.
Die ungeklärten Gebietsansprüche zwischen Frankreich, Großbritannien und Spanien (nur im Süden Nordamerikas) schreckten viele Siedler davon ab, das Land unter den Pflug zu nehmen, weil nicht sicherzustellen war, dass gegen Überfälle der verdrängten Urbevölkerung militärischer Schutz gegeben werden konnte. Erst nach dem Ende des siebenjährigen Krieges und den Einigungen des Pariser Friedens von 1763 wurden die Gebiete am Lake Champlain für Siedler attraktiv. Es kam zu ersten Landverkäufen, die aber nur in Ausnahmefällen zu Siedlungsversuchen führen. Im Bereich des heutigen Clinton County kam es in dieser Zeit zu vier größeren Landverkäufen:
- 7. Mai 1765: Friswell’s Patent (3000 Acres, etwa 1250 Hektar) an John Friswell
- 7. Mai 1765: Steward’s Patent (2000 Acres, etwa 830 Hektar) an Peter Steward
- 27. März 1769: Beekmantown Patent (30.000 Acres, etwa 12.500 Hektar) an William H. Beekman
- 11. Juli 1769: Dean’s Patent (30.000 Acres) an Elkanah Dean

Zum Vergleich: die damals übliche Größe für neu gegründete Townships im Bereich der Neuengland-Staaten lag bei etwa 64.000 Acres, also etwa 26.000 Hektar.

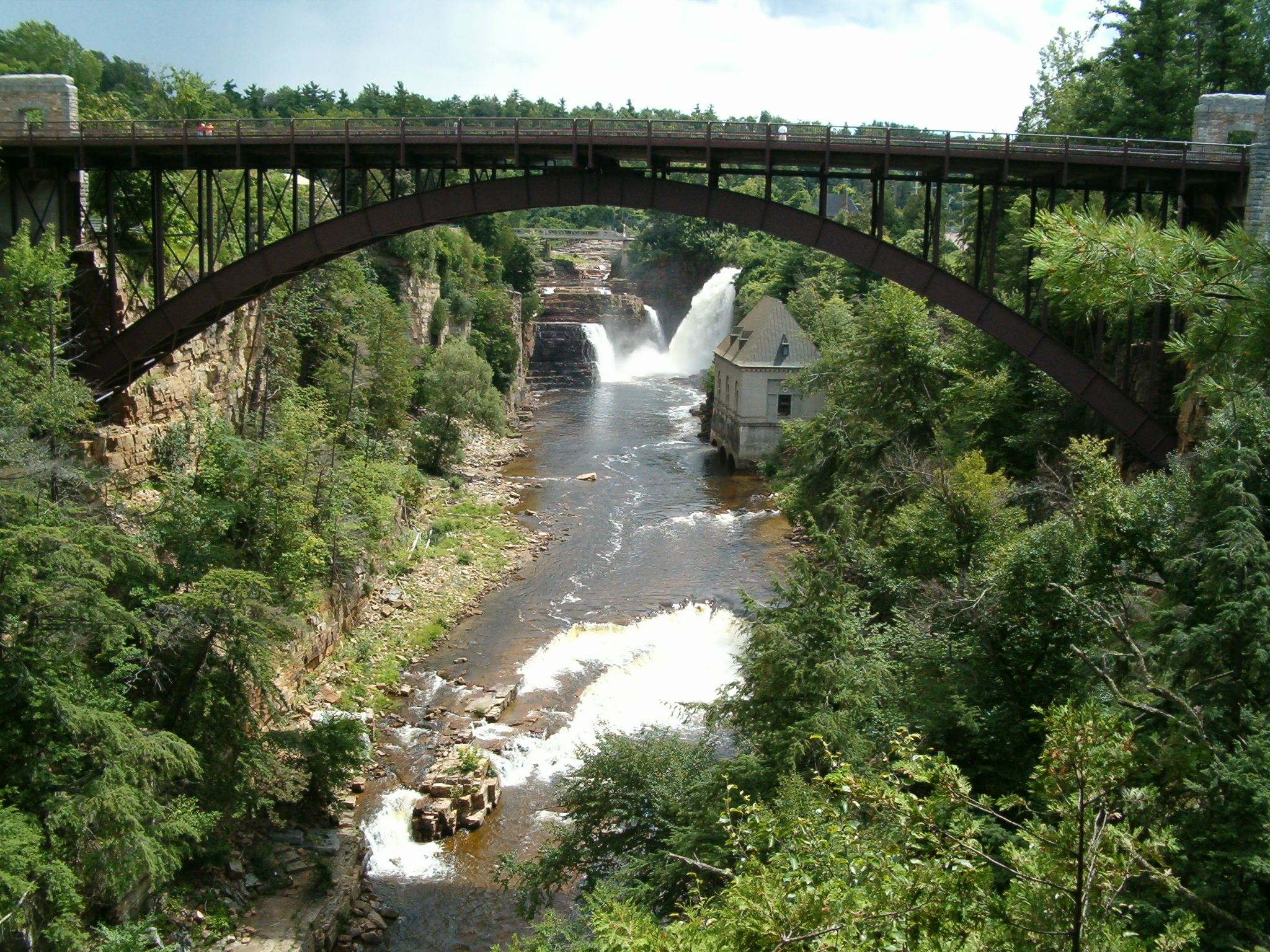
Brücke bei den Fällen des Ausable River

Zudem waren mit dem „Old Military and Refugie Tract“ auch große Flächen für entlassene Soldaten aus dem Unabhängigkeitskrieg und Flüchtlinge aus den britischen Bereichen Kanada und Neuschottland vorgesehen, die zum Teil auch auf dem Gebiet des heutigen Franklin County lagen: 640.000 Acres (ca. 260.000 Hektar) für ehemalige Soldaten, 131.420 Acres (etwa 53.100 Hektar) für Flüchtlinge. Indianerreservate wurden dagegen nicht vorgesehen, im Gegensatz zu den westlichen Gebieten New Yorks.
Während des Unabhängigkeitskrieges (1775 bis 1783) stockte die Besiedlung des Areals erneut. Am 11. Oktober 1776 kam es im Lake Champlain zum Seegefecht bei Valcour Island. Erst nach dem Ende des Unabhängigkeitskrieges war die militärische Lage so weit gefestigt, dass das Gebiet in die Verwaltung der USA einbezogen wurde. Es wurde zunächst dem Washington County zugeschlagen, das für die Verwaltung aller nordöstlichen Anteile des Bundesstaates New York zuständig war und bei steigender Siedlerzahl entsprechend unterteilt wurde. So entstand am 7. März 1788 Clinton County, das nach George Clinton benannt wurde. Zum Zeitpunkt der Gründung umfasste es auch die Gebiete von Essex County, das am 1. März 1799 abgespalten wurde, einem weiteren Teil am 3. März 1802 bei der Neubildung des St. Lawrence County und von Franklin County, das am 11. März 1808 als selbständige Verwaltungseinheit eingerichtet wurde. Die heutigen Grenzen dieser Gebiete entsprechen weitgehend den damaligen.
Das ursprüngliche Gebiet Clinton Countys umfasste auch Gebiete östlich des Lake Champlain, die sogenannten New Hampshire Grants, die aber bereits damals umstritten waren und von der Vermont Republic, dem Vorgänger des heutigen Bundesstaates Vermont, beansprucht wurden. Nach der Einigung über diese Gebiete und der folgenden Gründung Vermonts im Jahr 1791 wurden diese Gebiete aber Vermont zugeschlagen.
Während des Britisch-Amerikanischen Krieges (1812–1814) versuchten beide Seiten, mit militärischen Mitteln die Grenze zu Kanada in ihrem Sinne zu verändern bzw. die Gewalt über die "abtrünnigen Kolonien" wieder zu erringen. Die meisten Militäraktionen, die New York betrafen, fanden weiter im Westen am Eriesee und dem Niagara River statt, doch auch der Lake Champlain wurde Kriegsgebiet, als am 11. September 1814 in der Schlacht bei Plattsburgh eine britische und eine amerikanische Flotte aufeinandertrafen. Die Amerikaner blieben in dieser Schlacht Sieger, doch das Ergebnis des Krieges war nur eine Verfestigung des vorherigen Zustandes. Die Beruhigung der Lage – es handelte sich um die letzten Kriegshandlungen in jenem Gebiet bis zum heutigen Tag – führte aber in der Folge zu einer kontinuierlichen Besiedlung und Urbarmachung der Gegend.

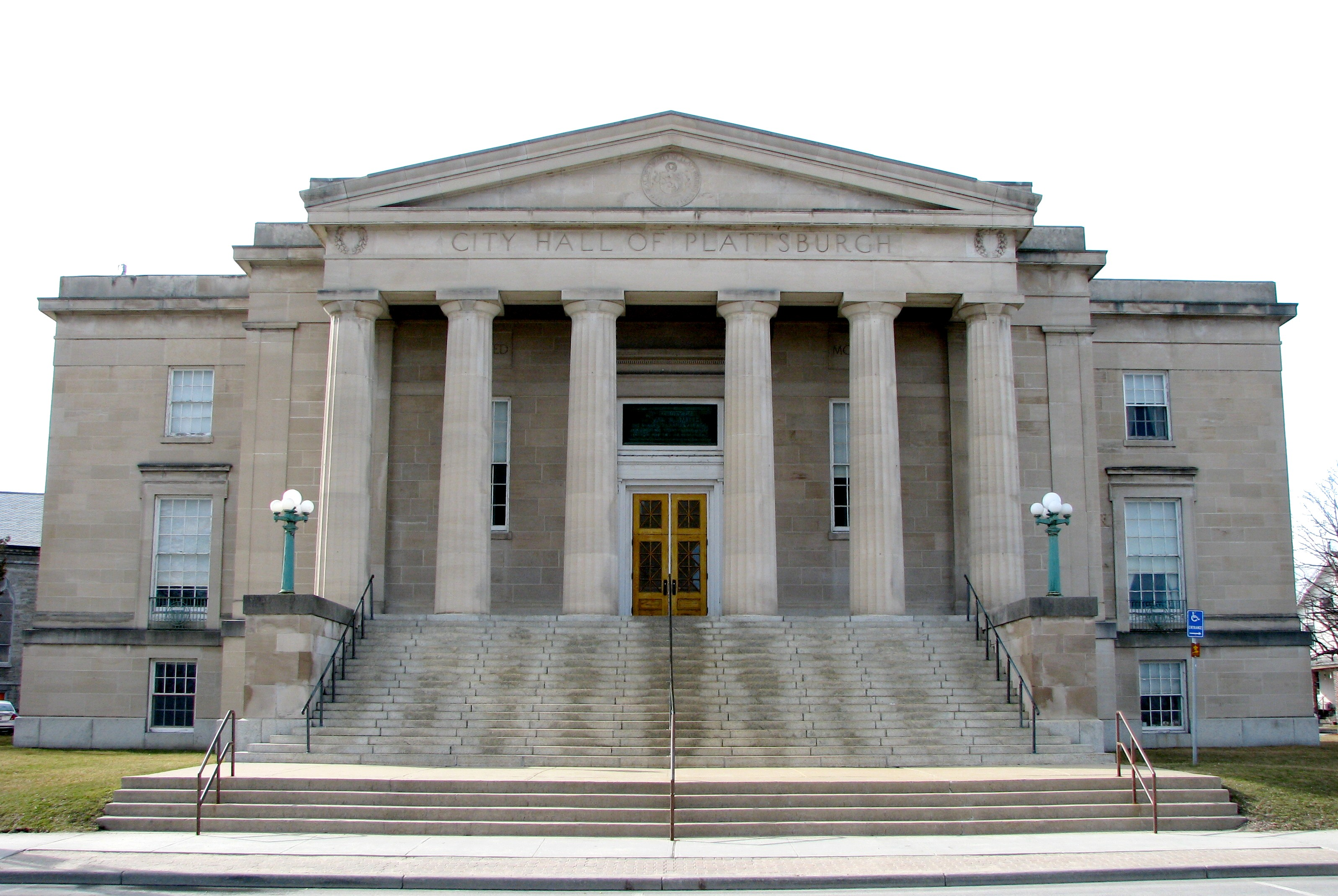
Die Plattsburgh City Hall (2012) ist im National Register of Historic Places (NRHP) eingetragen.

Die Nähe des Lake Champlain machte die Versorgung der Siedler auf dem Wasserweg einfach; Plattsburgh entwickelte sich, wie sein Gegenstück Burlington auf dem gegenüber liegenden Seeufer, zum Handelszentrum der Umgebung. Da der Lake Champlain aber an den kanadischen (und damit verfeindet-britischen) Sankt-Lorenz-Strom, nicht an den amerikanischen Hudson angebunden war, blieb die Küste mit den großen Zentren, insbesondere New York City, außer Reichweite. Durch den Bau des etwa 100 Kilometer langen Champlainkanal, der am 10. September 1823 eröffnet wurde, war dieses Manko zwar beseitigt und führte auch zu einem Aufschwung des Handels in der Region, doch die industrielle Entwicklung verlief entlang des nahezu zeitgleich eröffneten Eriekanals, der in Teilen ab 1821, in Gänze ab 1825 schiffbar war und eine zusätzliche Verbindung zu den Wirtschaftszentren an den Großen Seen, dem Niagara und dem amerikanischen Teil des St. Lorenz-Strom im Westen bildete.
Große Eisenerz-Vorkommen, die um 1800 im Bereich der Towns Au Sable, Black Brook und Dannemora entdeckt wurden, ließen Clinton County zeitweise zu einem der wichtigsten Erz- und Eisenproduzenten in den Vereinigten Staaten werden, zumal die Vorkommen auf der östlichen Seite des Lake Champlain zwischenzeitlich aufgebraucht waren. Die Verhüttung des Erzes wurde bis etwa 1900 in großem Stil in verschiedenen Towns des Countys und im benachbarten Essex County vorgenommen; die neu errichtete Plattsburgh & Montreal Railroad transportierte die Eisen- und Erzproduktion zu den Wirtschaftszentren und Häfen an der Ostküste und den großen Seen und zum Hafen Plattsburgh am Lake Champlain. Weil die Erze aus immer größeren Tiefen gefördert werden mussten, wurde die Förderung aber allmählich unrentabel. In der Weltwirtschaftskrise ab 1929 wurden die verbliebenen Minen und Hütten dann geschlossen, weil zusätzlich die Absatzmärkte wegbrachen.
Die heutige Wirtschaftsstruktur des Countys wird in erster Linie von klein- und mittelständischen Handwerksbetrieben und Farmen gebildet. Als Wirtschaftszentrum hat sich der Hafen Plattsburgh herausgebildet. Hier bestehen auch ein internationaler und ein nationaler Flughafen; ebenso ist dort ein Standort der State University of New York angesiedelt.

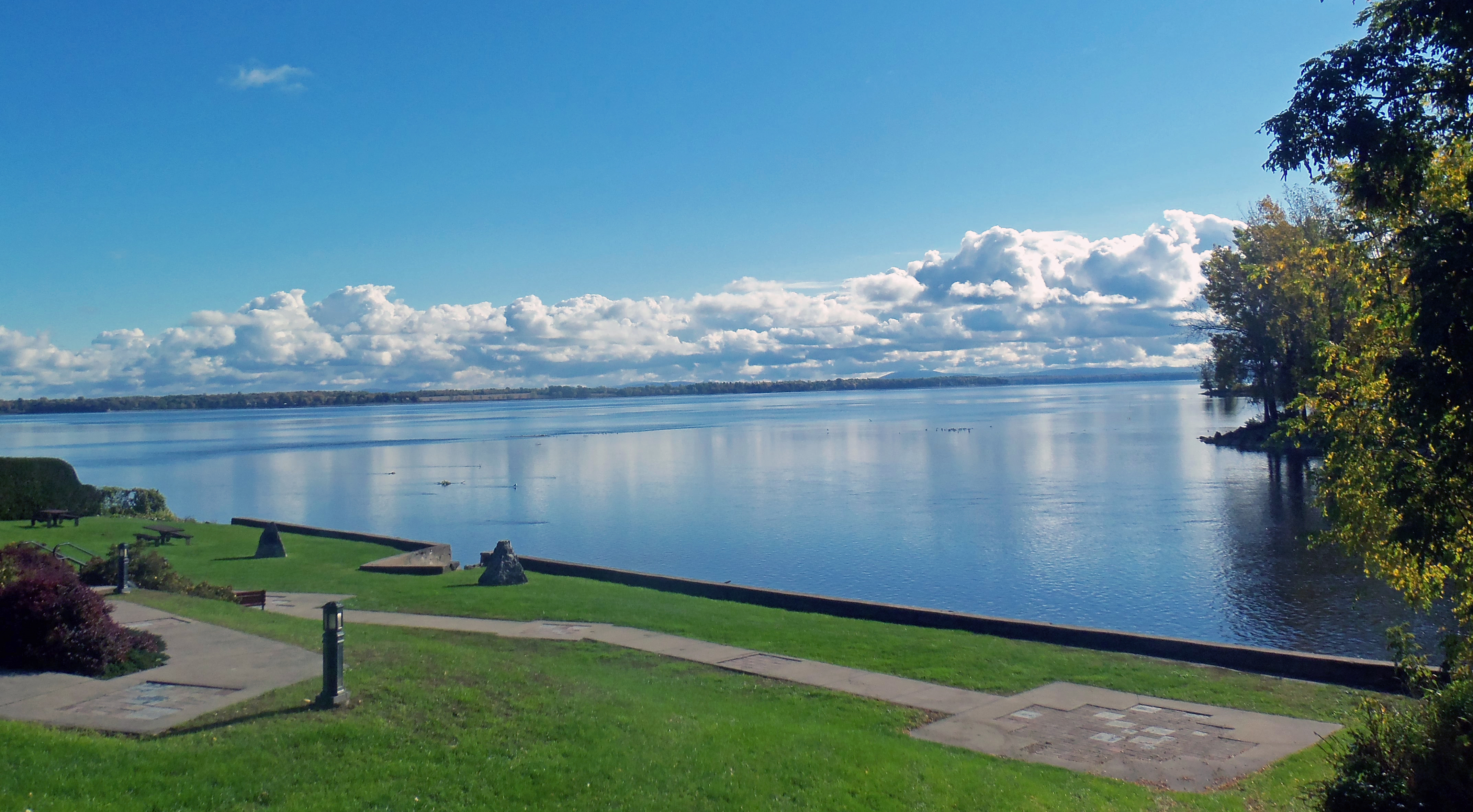
Plattsburgh Bay (2012)

Zwei Orte haben den Status einer National Historic Landmark, die Plattsburgh Bay und die Valcour Bay, die an Schlachten aus dem Amerikanischen Unabhängigkeitskrieg und den Britisch-Amerikanischen Krieg erinnern. 67 Bauwerke und Stätten des Countys sind insgesamt im National Register of Historic Places eingetragen (Stand 18. Februar 2018).

### Einwohnerentwicklung
| Jahr      | 1700   | 1710   | 1720   | 1730   | 1740   | 1750   | 1760   | 1770   | 1780   | 1790   |
| --------- | ------ | ------ | ------ | ------ | ------ | ------ | ------ | ------ | ------ | ------ |
| Einwohner |        |        |        |        |        |        |        |        |        | 1614   |
| Jahr      | 1800   | 1810   | 1820   | 1830   | 1840   | 1850   | 1860   | 1870   | 1880   | 1890   |
| Einwohner | 3916   | 8802   | 12.070 | 19.344 | 28.157 | 40.047 | 45.607 | 47.947 | 50.897 | 46.437 |
| Jahr      | 1900   | 1910   | 1920   | 1930   | 1940   | 1950   | 1960   | 1970   | 1980   | 1990   |
| Einwohner | 47.430 | 48.230 | 43.398 | 46.687 | 54.006 | 53.622 | 72.722 | 72.934 | 80.750 | 85.969 |
| Jahr      | 2000   | 2010   | 2020   | 2030   | 2040   | 2050   | 2060   | 2070   | 2080   | 2090   |
| Einwohner | 79.894 | 82.128 | 79.843 |        |        |        |        |        |        |        |

## Städte und Gemeinden
Zusätzlich zu den unten angeführten selbständigen Gemeinden gibt es im Clinton County vier villages, die von den jeweils übergeordneten towns mitverwaltet werden: Champlain Village, Dannemora Village, Keeseville Village in Au Sable und Rouses Point in Champlain.
| Ortschaft      | Status | Einwohner (2010) | Gesamte Fläche [km²] | Landfläche [km²] | Bevölkerungsdichte [Einwohner / km²] | Gründung      | Besonderheit |
| -------------- | ------ | ---------------- | -------------------- | ---------------- | ------------------------------------ | ------------- | ------------ |
| Altona         | town   | 2.887            | 262,4                | 261,4            | 11,0                                 | 2. Dez. 1857  |              |
| Au Sable       | town   | 3.146            | 113,5                | 101,2            | 31,1                                 | 29. März 1839 |              |
| Beekmantown    | town   | 5.545            | 180,3                | 156,4            | 35,4                                 | 25. Feb. 1820 |              |
| Black Brook    | town   | 1.497            | 347,8                | 336,4            | 4,4                                  | 29. März 1839 |              |
| Champlain      | town   | 5.754            | 152,3                | 132,6            | 43,4                                 | 7. März 1788  |              |
| Chazy          | town   | 4.284            | 163,9                | 140,2            | 30,6                                 | 20. März 1804 |              |
| Clinton        | town   | 737              | 173,7                | 173,6            | 4,2                                  | 14. Mai 1845  |              |
| Dannemora      | town   | 4.898            | 170,4                | 153,0            | 32,0                                 | 14. Dez. 1854 |              |
| Ellenburg      | town   | 1.743            | 278,2                | 275,9            | 6,3                                  | 17. Apr. 1830 |              |
| Mooers         | town   | 3.592            | 227,6                | 226,9            | 15,8                                 | 20. März 1804 |              |
| Peru           | town   | 6.998            | 239,2                | 204,2            | 34,3                                 | 28. Dez. 1792 |              |
| Plattsburgh    | city   | 19.989           | 17,0                 | 13,0             | 1537,6                               | 1902          | County Seat  |
| Plattsburgh    | town   | 11.870           | 176,6                | 118,9            | 99,8                                 | 4. Apr. 1785  |              |
| Saranac        | town   | 4.007            | 300,2                | 298,5            | 13,4                                 | 29. März 1824 |              |
| Schuyler Falls | town   | 5.181            | 95,3                 | 94,5             | 54,8                                 | 4. Apr. 1848  |              |